# Liste der Biografien/Huw
Liste der Biografien |
Portal Biografien |
Personensuche
# |
A |
B |
C |
D |
E |
F |
G |
H |
I |
J |
K |
L |
M |
N |
O |
P |
Q |
R |
S |
T |
U |
V |
W |
X |
Y |
Z |
?
 
Ha |
Hd |
He |
Hi |
Hj |
Hk |
Hl |
Hm |
Hn |
Ho |
Hr |
Hs |
Ht |
Hu |
Hv |
Hw |
Hy
 
Hua |
Hub |
Huc |
Hud |
Hue |
Huf |
Hug |
Huh |
Hui |
Huj |
Huk |
Hul |
Hum |
Hun |
Huo |
Hup |
Huq |
Hur |
Hus |
Hut |
Huu |
Huv |
Huw |
Hux |
Huy |
Huz
Die Liste der Biografien führt alle Personen auf, die in der deutschsprachigen Wikipedia einen Artikel haben. Dieses ist eine Teilliste mit 20 Einträgen von Personen, deren Namen mit den Buchstaben „Huw“ beginnt.

## Huw

### Huwa
- Huwaider, Wajeha al-, saudi-arabische Menschenrechtsaktivistin
- Huwald, Johann (* 1791), deutscher Autor und Advokat am Ober- und Landgericht in Schleswig
- Huwart, Heinrich (1822–1873), deutscher Theaterschauspieler

### Huwe
- Huwe, Annemarie, deutsche Tischtennisspielerin
- Huwendiek, Ralf (1948–2004), deutscher Rundfunkautor, Kabarettist und Liedermacher
- Huwendiek, Volker (* 1943), deutscher Pädagoge und Hochschullehrer
- Huwer, Günther (1899–1992), deutscher Frauenarzt und Hochschullehrer
- Huwer, Hans (* 1953), deutscher Bildender Künstler, Maler und GrafikerHans Huwer (* 1953)

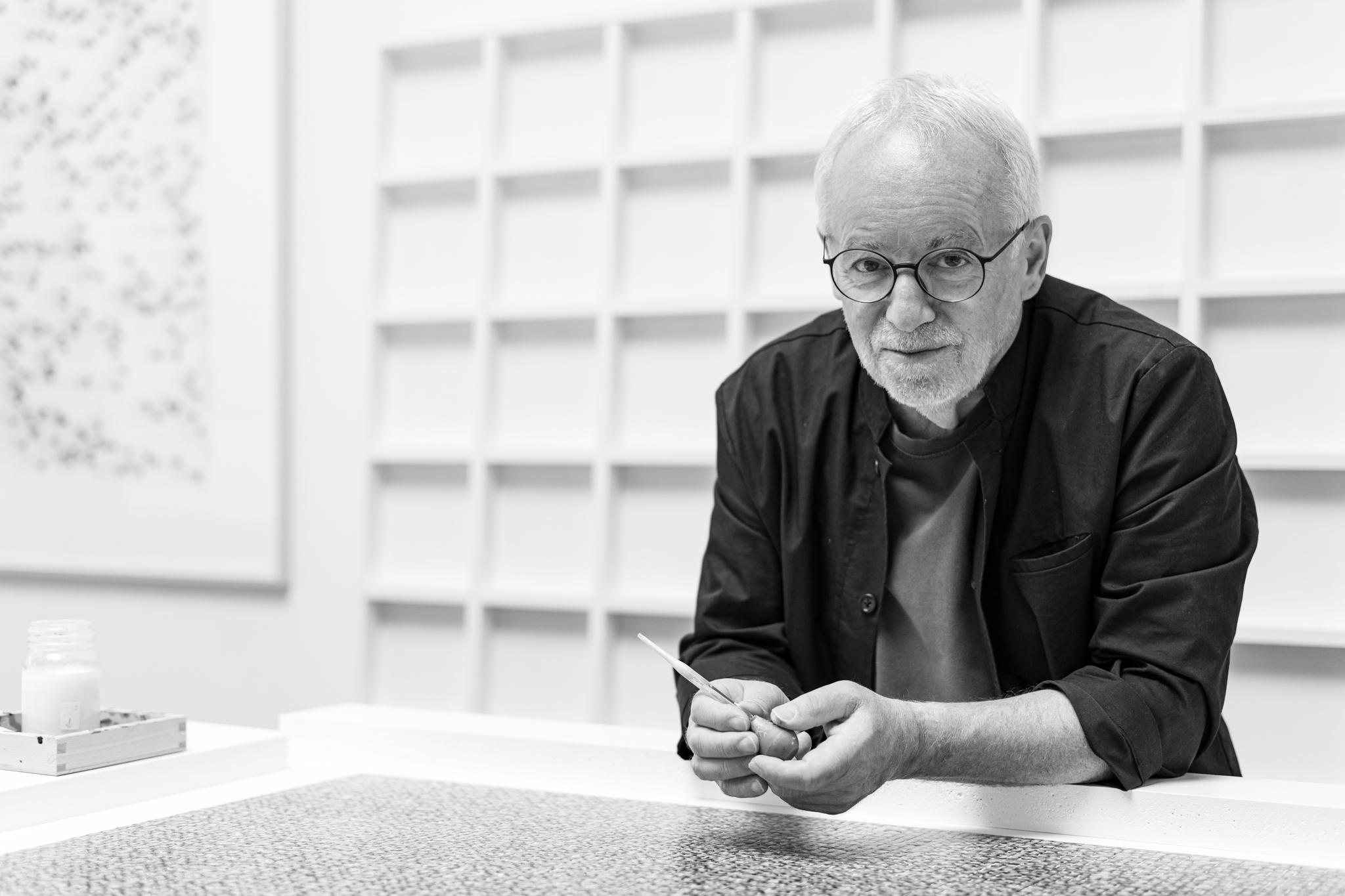
Hans Huwer (* 1953)

- Huwer, Johannes (* 1988), deutscher Chemiedidaktiker und Hochschullehrer

### Huwi
- Huwiler, Bruno (* 1942), Schweizer Rechtswissenschaftler
- Huwiler, Burkhard (1868–1954), Schweizer römisch-katholischer Ordensgeistlicher, Apostolischer Vikar von Bukoba

### Huws
- Huws, Bethan (* 1961), walisische Objektkünstlerin
- Huws, Emyr (* 1993), walisischer Fußballspieler

### Huwy
- Huwyler I., Jakob (1822–1902), Schweizer Maler
- Huwyler II., Jakob (1867–1938), Schweizer Maler
- Huwyler, Daniel (* 1963), Schweizer Radrennfahrer
- Huwyler, Friedrich (1942–2009), Schweizer Politiker (FDP)
- Huwyler, Marcel (* 1968), Schweizer Schriftsteller und Journalist
- Huwyler, Max (1931–2023), Schweizer Autor
- Huwyler-Inauen, Franziska (* 1989), Schweizer Marathonläuferin und Schweizer Meisterin